# Olivia Levison
Olivia Levison, född 15 september 1847 i Köpenhamn, var en dansk författare och översättare, känd för sina bidrag till 1800-talets litteratur och för sin radikala ställning i sedlighetsdebatten.

## Biografi
Olivia Levison föddes i en judisk familj i Köpenhamn. Hon blev bekant med naturvetenskapliga tankesätt och den moderna litteraturen genom sina bröder och deras vänskap med den berömda litteraturkritikern Georg Brandes. Levison var välutbildad och språkkunnig. Hon gifte sig 1888 med den svenske musikkritikern H.G.J. Sandström, men efter en skilsmässa 1891 återvände hon till Köpenhamn.

## Karriär
Under 1880-talets sedlighetsdebatt om sexualmoralen, deltog Levison aktivt. År 1887 debatterade hon mot Bjørnstjerne Bjørnson och August Strindberg. Hon argumenterade för en mer nyanserad och realistisk syn på kvinnor, i kontrast till Bjørnssons idealisering och Strindbergs demonisering av kvinnan.
Levison debuterade anonymt med Min første Bog (1876), och under pseudonymen "Silvia Bennet" publicerade hon novellsamlingen Gjæringstid (1881). Hennes huvudverk, romanen Konsulinden (1887), skildrar kvinnolivets monotoni och tomhet. Romanen fick ett svalt mottagande av den radikala kretsen hon tillhörde på grund av den melankoliska tonen.

## Senare liv och död
Efter skilsmässan från Sandström bosatte sig Levison i Köpenhamn och fortsatte sitt författarskap. Hon dog den 12 augusti 1894, 46 år gammal.